# Legenda
『Legenda』（レジェンダ）は、浜田麻里の24枚目のアルバム。2012年2月15日に徳間ジャパン/meldacから発売された。2年ぶりの新作。

## 解説
前作に続き、レーベルメイトの高崎晃がギターで参加。レコーディングでは増崎孝司、寺沢功一、宮脇“JOE”知史が参加した楽曲と、海外ミュージシャンが参加した楽曲に分かれている。
作曲に関しては、これまでのメインソングライターである大槻啓之参加作品が1曲も入っていない（収録曲参照）。
11曲目「Aurea」を除き全編にわたってハードロック／ヘヴィ・メタル色を強く打ち出し、ダークで深淵なる世界観をテーマにして制作しており「これ以上はない、という程、誰かを愛したことはありますか? これ以上は無理、という位、何かに没頭したことありますか? そんな極限の刹那を一瞬でも思い起こしていただけたら」と浜田はコメントしている。
初回生産分のみ、未発表の新曲1曲を収録した特典音源DISC付（詳細後述）。

## チャート成績
前作『Aestetica』以来のハード・ロック路線で好評を博し、チャート上も1998年の『Philosophia』（最高18位）以来の売上を記録。リリース後のコンサートは、追加公演が行われるなど評価が高く、収録DVDもオリコンDVD音楽デイリーチャートで5位（週間8位）、総合チャートで8位（週間12位）と、『Mari Hamada Live In Tokyo
"Aestetica"』に続きTOP10ヒットとなった。

## 収録曲
| 全作詞: 浜田麻里。 |                                                      |           |                  |                            |      |
| #                  | タイトル                                             | 作詞      | 作曲             | 編曲                       | 時間 |
| 1.                 | 「Crisis Code」                                      | 浜田麻里  | 浜田麻里         | 増田隆宣、浜田麻里         | 5:47 |
| 2.                 | 「Momentalia（モーメンタリア）」                     | 浜田麻里  | 岸井将           | 岸井将、浜田麻里           | 5:04 |
| 3.                 | 「Heartstorm」                                       | 浜田麻里  | 浜田麻里         | 増田隆宣、浜田麻里         | 6:40 |
| 4.                 | 「Crimson」                                          | 浜田麻里  | 浜田麻里、若井望 | 若井望、浜田麻里           | 5:17 |
| 5.                 | 「El Dorado（エル・ドラド）」                        | 浜田麻里  | 浜田麻里         | 増田隆宣、浜田麻里         | 7:06 |
| 6.                 | 「Forest」                                           | 浜田麻里  | 浜田麻里         | 増田隆宣、浜田麻里         | 7:04 |
| 7.                 | 「Ransei-Conscientia（ランセイ・コンシェンティア）」 | 浜田麻里  | 増田隆宣         | 増田隆宣、浜田麻里         | 5:26 |
| 8.                 | 「The Greatest Cage」                                | 浜田麻里  | 岸井将           | 岸井将、浜田麻里           | 4:50 |
| 9.                 | 「Étranger（エトランゼ）」                           | 浜田麻里  | 岸井将           | 増田隆宣、岸井将、浜田麻里 | 4:19 |
| 10.                | 「Get Together」                                     | 浜田麻里  | 浜田麻里、若井望 | 若井望、浜田麻里           | 4:34 |
| 11.                | 「Aurea（アウレア）」                                | 浜田麻里  | 浜田麻里         | 松崎雄一、浜田麻里         | 4:51 |
| 合計時間:          | 合計時間:                                            | 合計時間: | 合計時間:        | 60:58                      |      |

## 初回発売盤収録曲
| 全作詞・作曲: 浜田麻里。 |                                                     |          |            |      |
| #                        | タイトル                                            | 作詞     | 作曲・編曲 | 時間 |
| 1.                       | 「Thousand」(ベストアルバム『INCLINATION III』収録) | 浜田麻里 | 浜田麻里   | 4:51 |
| 合計時間:                | 合計時間:                                           | 4:51     |            |      |

## レコーディング参加
国内
- Guitars	
  - 高崎晃(LOUDNESS、LAZY)
  - 増崎孝司(DIMENSION)
- Bass	
  - 寺沢功一
- Keyboards	
  - 増田隆宣
  - 松崎雄一
- Drums	
  - 宮脇“JOE”知史(44MAGNUM)

海外
- Guitars
  - Michael Landau
- Bass	
  - Leland Sklar
- Drums	
  - Gregg Bissonette